# Conceição das Pedras
Conceição das Pedras là một đô thị thuộc bang Minas Gerais, Brasil. Đô thị này có diện tích 101,562 km², dân số năm 2007 là 2726 người, mật độ 28,3 người/km².